# 14 d'abril: Macià contra Companys
14 d'abril: Macià contra Companys és una pel·lícula dirigida per Manuel Huerga, estrenada el 2011, basada en la proclamació de la República Catalana que va tenir lloc el 14 d'abril de 1931.
El rodatge es va iniciar el dilluns 24 de gener de 2011, i la pel·lícula ha estat realitzada amb l'ajuda de l'Institut Català d'Indústries Culturals i l'ICAA, i està basada en un llibre de Toni Soler.
La pel·lícula es va presentar dilluns 24 d'octubre a l'Auditori de Barcelona, en un acte on van fer presència els 4 presidents de la Generalitat de Catalunya des del restabliment de la democràcia: Jordi Pujol, Pasqual Maragall, José Montilla i Artur Mas. El film es va projectar per primera vegada per TV3 el 25 d'octubre de 2011,
 i esdevingué líder d'audiència de la nit, amb una mitjana de 438.000 televidents i el 15,1% de quota de pantalla.

## Sinopsi
Es tracta d'un fals documental ambientat just un any després de la proclamació de la República Catalana. El film descriu el moment en el qual Francesc Macià és el president de la Generalitat de Catalunya i Lluís Companys ocupa el càrrec de responsable de la minoria catalana a les Corts Espanyoles.

## Repartiment
| Intèrpret           | Personatge             |
| ------------------- | ---------------------- |
| Pere Ponce          | Lluís Companys         |
| Fermí Reixach       | Francesc Macià         |
| Aleix Albareda      | Josep Tarradellas      |
| Rubén Ametllé       | Alfons XIII d'Espanya  |
| Dafnis Balduz       | Maurici Castells       |
| Manel Dueso         | Fernando de los Ríos   |
| Pep Ferrer          | Marcel·lí Domingo      |
| Miquel Garcia Borda | Nicolau Battestini     |
| Joel Joan           | Joan Casanellas        |
| Julio Manrique      | Josep M. Planes        |
| Joan Massotkleiner  | Joan Casanovas         |
| Maria Molins        | Carme Ros              |
| Carlos Olalla       | Eduardo López-Ochoa    |
| Bruno Oro           | Josep Antoni Trabal    |
| Pep Planas          | Lluís Nicolau d'Olwer  |
| Fèlix Pons          | Amadeu Aragay          |
| Jordi Puig "Kai"    | Ventura Gassol         |
| Maria Ribera        | Federica Montseny      |
| Xavi Ricard         | Josep Casals           |
| Marc Rodríguez      | Josep Pla              |
| Xavier Serrano      | Víctor Galindo         |
| Carles Velat        | J. M. Martínez Domingo |
| Pere Ventura        | Jaume Aiguader         |
| Paula Vives         | Núria Sanahuja         |
| Isaak Alcaide       | Espontani              |
| Jaume Comas         | Ignasi Despujol        |
| Alberto Díaz        | Jove borratxo          |
| Lucky Guri          | Mestre Vives           |
| Joan Carles Gustems | Anguera                |
| Font Herrera        | Oficial                |
| Queco Novell        | Carrasco               |

## Premis i nominacions

### Premis
- 2012. Premi Gaudí a la millor pel·lícula per televisió